# Asamblea de Ceuta
La Asamblea de Ceuta es, junto al presidente y al Consejo de Gobierno, uno de los tres órganos institucionales del autogobierno de la ciudad autónoma de Ceuta (España). La Asamblea es a la vez el pleno del Ayuntamiento de la ciudad y tiene su sede en el palacio de la Asamblea de Ceuta.
La Asamblea está integrada por 25 miembros, elegidos en la ciudad por sufragio universal, libre, igual, directo y secreto. Sus miembros ostentan también la condición de concejales. Las sesiones de la Asamblea son públicas y le corresponde elegir de entre sus miembros al presidente de la ciudad de Ceuta, impulsar y controlar la acción del Consejo de Gobierno, aprobar los presupuestos y cuentas de la ciudad y aprobar los planes de fomento, ordenación y actuación de interés general, entre otros. Asimismo, también le corresponden las atribuciones que le corresponden como pleno del Ayuntamiento.

## Órganos de la Asamblea

### El presidente

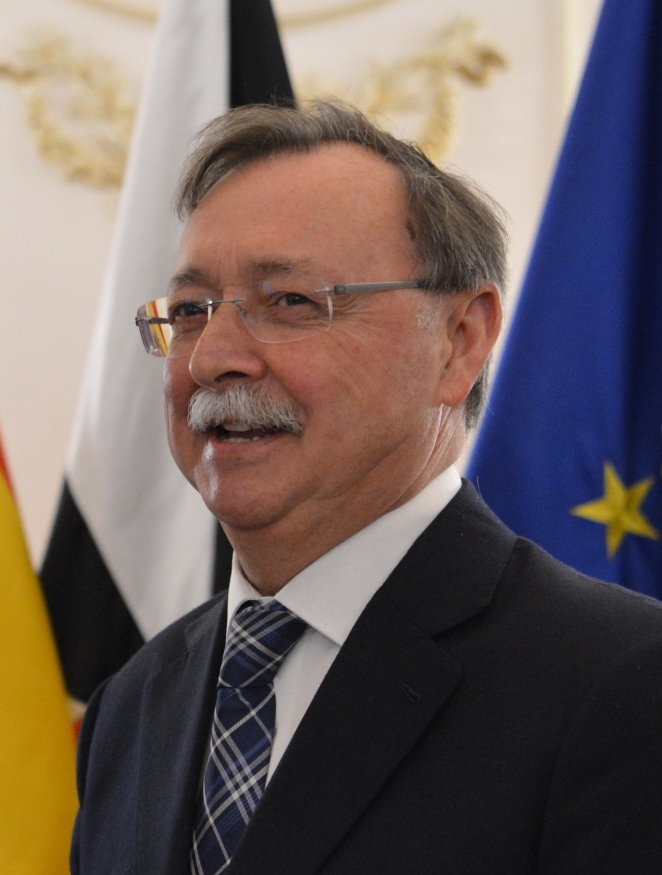
Juan Jesús Vivas, actual presidente de la Asamblea de Ceuta.

Según los artículos 14 y 15 (Capítulo II del Título Primero) de la Ley Orgánica 1/1995, de 13 de Marzo, de Estatuto de Autonomía de Ceuta el presidente de la ciudad de Ceuta:
1. Preside la Asamblea, el Consejo de Gobierno, cuya actividad dirige y coordina, y ostenta la suprema representación de la Ciudad.
2. Nombra y separa a los Consejeros y podrá delegar temporalmente funciones ejecutivas propias en algunos de los miembros del Consejo.
3. Ostenta también la condición de Alcalde
4. Será elegido por la Asamblea de Ceuta de entre sus miembros y nombrado por el Rey. La elección, que tendrá que realizarse entre los miembros de la Asamblea de Ceuta que encabezaran alguna de las listas electorales que hayan obtenido escaño, se efectuará por mayoría absoluta. En caso de que ningún candidato obtenga dicha mayoría, quedará designado Presidente el que encabece la lista que hubiera obtenido mayor número de votos.

En la legislatura 2023-2027, el actual presidente de la Asamblea es Juan Jesús Vivas Lara. Desde la instauración de la Asamblea de Ceuta en el año 1995 ha habido varios presidentes, los cuales pueden verse a continuación: 
| Legislatura | Presidente/a        | Presidente/a                  | Partido | Inicio de mandato    | Fin de mandato       |
| ----------- | ------------------- | ----------------------------- | ------- | -------------------- | -------------------- |
| 1995-1999   |                     | Basilio Fernández López       | PFC     | 19 de junio de 1995  | 24 de julio de 1996  |
| 1995-1999   |                     | Jesús Cayetano Fortes Ramos   | PP      | 24 de julio de 1996  | 26 de agosto de 1999 |
| 1999-2003   |                     | Antonio Sampietro Casarramona | GIL     | 26 de agosto de 1999 | 7 de febrero de 2001 |
| 1999-2003   |                     | Juan Jesús Vivas Lara         | PP      | 7 de febrero de 2001 | 16 de junio de 2003  |
| 2003-2007   | 16 de junio de 2003 | Juan Jesús Vivas Lara         | PP      | 19 de junio de 2007  |                      |
| 2007-2011   | 19 de junio de 2007 | Juan Jesús Vivas Lara         | PP      | 13 de junio de 2011  |                      |
| 2011-2015   | 13 de junio de 2011 | Juan Jesús Vivas Lara         | PP      | 16 de junio de 2015  |                      |
| 2015-2019   | 16 de junio de 2015 | Juan Jesús Vivas Lara         | PP      | 18 de junio de 2019  |                      |
| 2019-2023   | 18 de junio de 2019 | Juan Jesús Vivas Lara         | PP      | 17 de junio de 2023  |                      |
| 2023-2027   | 17 de junio de 2023 | Juan Jesús Vivas Lara         | PP      | En el cargo          |                      |

### Consejo de Gobierno de la Ciudad Autónoma
Según los artículos 16, 17, 18 y 19 (Capítulo III del Título Primero) de la Ley Orgánica 1/1995, de 13 de Marzo, de Estatuto de Autonomía de Ceuta el Consejo de Gobierno:
1. Es el órgano colegiado que ostenta las funciones ejecutivas y administrativas de la ciudad de Ceuta.
2. Está integrado por el presidente y los Consejeros.
3. Dirige la política de la ciudad y ejerce las funciones ejecutivas y administrativas correspondientes, sin perjuicio de las competencias reservadas a la Asamblea.
4. Podrá desarrollar reglamentariamente las normas aprobadas por la Asamblea en los casos en que aquellas lo autoricen expresamente.
5. Tendrá la competencia para desarrollar las normas dictadas por la Asamblea sobre organización y funcionamiento de los servicios administrativos de la ciudad de Ceuta.
6. Responde políticamente ante la Asamblea, de forma solidaria, sin perjuicio de la responsabilidad de cada uno de sus miembros por su gestión.
7. Cesará tras la celebración de las elecciones a la Asamblea de Ceuta, la dimisión, incapacidad o fallecimiento de su Presidente, la aprobación por la Asamblea de una moción de censura o la negación por la misma de la confianza solicitada.

## Composición

### Resultado electoral
En las elecciones a la Asamblea de Ceuta de 2023, celebradas el domingo 26 de mayo, el Partido Popular de Ceuta fue la candidatura más votada, pero sin mayoría absoluta. De este modo, los resultados en las elecciones fueron los siguientes:
| Elecciones a la Asamblea de Ceuta de 2023 |                                            |                        |        |         |            |             |
| Partido                                   | Partido                                    | Candidato              | Votos  | Votos   | Concejales | Concejales  |
|                                           | Partido Popular de Ceuta                   | Juan Jesús Vivas       | 11 738 | 34,37 % | 9          | Sin cambios |
|                                           | Partido Socialista de Ceuta                | Juan Antonio Gutiérrez | 7158   | 20,96 % | 6          | 1           |
|                                           | Vox                                        | Juan Sergio Redondo    | 7050   | 20,64 % | 5          | 1           |
|                                           | Movimiento por la Dignidad y la Ciudadanía | Fátima Hamed           | 3839   | 11,24 % | 3          | 1           |
|                                           | Ceuta Ya!                                  | Mohamed Mustafa Ahmed  | 3428   | 10,03 % | 2          | 1           |
| Fuente: Junta Electoral Central           |                                            |                        |        |         |            |             |

### Órganos de la Asamblea en la legislatura 2023-2027

#### La Mesa
La Mesa de la Asamblea de Ceuta está integrada por el/la Presidente/a de la Ciudad, que la presidirá, y dos Vicepresidentes/as elegidos por la propia Asamblea de entre sus miembros. La composición de la mesa de la Asamblea de Ceuta es la siguiente:
| Cargo                     | Titular                        | Lista                                      |
| ------------------------- | ------------------------------ | ------------------------------------------ |
| Presidente                | Juan Jesús Vivas Lara          | PP de Ceuta                                |
| Vicepresidente primero    | Alberto Ramón Gaitán Rodríguez | PP de Ceuta                                |
| Vicepresidenta segunda    | Fátima Hamed Hossain           | Movimiento por la Dignidad y la Ciudadanía |
| Fuente: Asamblea de Ceuta |                                |                                            |

#### Grupos parlamentarios
La Asamblea de Ceuta está compuesta por el presidente, que es a su vez el alcalde y presidente de la ciudad autónoma y veinticinco diputados de los diferentes partidos políticos, que son a la vez Concejales.
Desde las elecciones de 2023, la cámara está compuesta por los siguientes grupos:
| Grupo Parlamentario       | Grupo Parlamentario                        | Integrantes                                | Portavoz               | Líder                  | Escaños |
| ------------------------- | ------------------------------------------ | ------------------------------------------ | ---------------------- | ---------------------- | ------- |
|                           | Partido Popular                            | Partido Popular de Ceuta                   | Kissy Chandiramani     | Juan Jesús Vivas       | 9       |
|                           | Partido Socialista Obrero Español          | Partido Socialista de Ceuta                | Juan Antonio Gutiérrez | Juan Antonio Gutiérrez | 6       |
|                           | Vox                                        | Vox                                        | Juan Sergio Redondo    | Juan Sergio Redondo    | 5       |
|                           | Movimiento por la Dignidad y la Ciudadanía | Movimiento por la Dignidad y la Ciudadanía | Fátima Hamed           | Fátima Hamed           | 3       |
|                           | Ceuta Ya                                   | Ceuta Ya!                                  | Mohamed Mustafa Ahmed  | Mohamed Mustafa Ahmed  | 2       |
| Fuente: Asamblea de Ceuta |                                            |                                            |                        |                        |         |

## Funciones
Según el artículo 12 (Capítulo 1 del Título Primero) de la Ley Orgánica 1/1995, de 13 de Marzo, de Estatuto de Autonomía de Ceuta las funciones que se le asignan a la Asamblea de Ceuta son las siguientes: 
1. Ejercer la potestad normativa atribuida a la ciudad de Ceuta en los términos previstos en el presente Estatuto.
2. Ejercer la iniciativa legislativa en los términos previstos en el presente Estatuto.
3. Elegir de entre sus miembros al Presidente de la ciudad de Ceuta.
4. Impulsar y controlar la acción del Consejo de Gobierno.
5. Aprobar los presupuestos y cuentas de la ciudad de Ceuta sin perjuicio del control que corresponde al Tribunal de Cuentas.
6. Aprobar los planes de fomento, ordenación y actuación de interés general para la Ciudad.
7. Aprobar su propio Reglamento.
8. Aprobar las normas básicas de organización y funcionamiento de los servicios de la Ciudad, en aplicación de lo dispuesto en el presente Estatuto.
9. Aprobar los convenios a celebrar con cualquiera de las comunidades autónomas y con la ciudad de Melilla, y los acuerdos de cooperación con aquellas o esta que sean precisos.
10. La determinación y ordenación de los recursos propios de carácter tributario en los términos establecidos en el presente Estatuto.
11. Las demás funciones que le atribuyan las leyes del Estado y el presente Estatuto.